# Pandanus toliarensis
Pandanus toliarensis är en enhjärtbladig växtart som beskrevs av Huynh. Pandanus toliarensis ingår i släktet Pandanus och familjen Pandanaceae.
Artens utbredningsområde är Madagaskar. Inga underarter finns listade.